# Vaccinium darrowii
Vaccinium darrowii är en ljungväxtart som beskrevs av Camp. Vaccinium darrowii ingår i Blåbärssläktet, och familjen ljungväxter. Inga underarter finns listade i Catalogue of Life.

## Bildgalleri

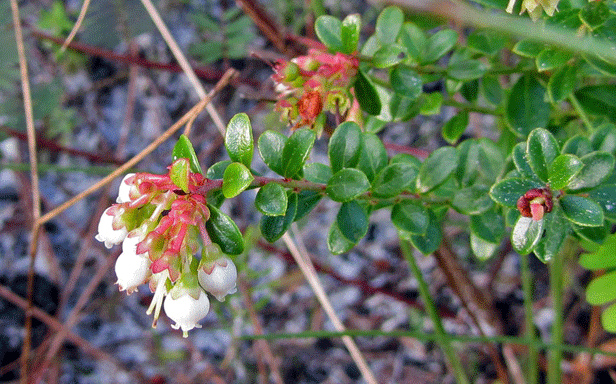